# 溴化銫
溴化銫是一種無機離子化合物，屬於溴化物，為一種鹽類，其化學式為CsBr，是一種白色固體或白色粒、塊狀物。 它具有簡單立方p型立方晶體結構，相當於氯化銫型，空間群為Pm3m ，晶格常數 為 a = 0.42953 nm. Cs和Br 的距離為0.37198 nm.

## 制備
它可以透過下列反應製備：

### 中和反應
將強鹼氫氧化銫和較強的酸氫溴酸混合酸鹼中和制得:
CsOH (aq) + HBr (aq) → CsBr (aq) + H2O (l)
Cs2(CO3) (aq) + 2 HBr (aq) → 2 CsBr (aq) + H2O (l) + CO2 (g)

### 直接合成
直接將氣態溴和金屬銫放在一起，銫會在氣態溴中自燃
2 Cs (s) + Br2 (g) → 2 CsBr (s)
直接合成是最快的方式，但由於成本高、實驗操作不易，所以一般不使用此方法。

## 用途
溴化銫可作為分光鏡光學元件在長波段分光光度儀。